# Саамы
Саа́мы (саа́ми, лопари́, лапла́ндцы; самоназвание — кильд. саам. са̄мь, са̄ммьля, северносаам. sámit, sapmelaš; фин. Saamelaiset, нюнорск samar, швед. samer) — малочисленный финно-угорский народ; коренной народ Северной Европы.
Скандинавы называли их lappar или lapper, русские — «лопари», «лопляне» или «лопь», от этого наименования происходит название Лапландия (Лаппония, Лаппоника), то есть «земля лопарей»; сами саамы называют свою страну Sápmi (Сапми). Область знаний, сферой изучения которой является этнография, история, культура и языки саамов, называется лаппонистикой.
Лапландия никогда не являлась единым государственным образованием. В настоящее время она поделена между четырьмя государствами: Норвегией, Швецией, Финляндией и Россией (Кольский полуостров). Саамы имеют отчётливую национальную самоидентификацию и национальные атрибуты — флаг и гимн, а их права представляют выборные представительные органы культурного самоуправления — Саамские парламенты.

## Этнонимы

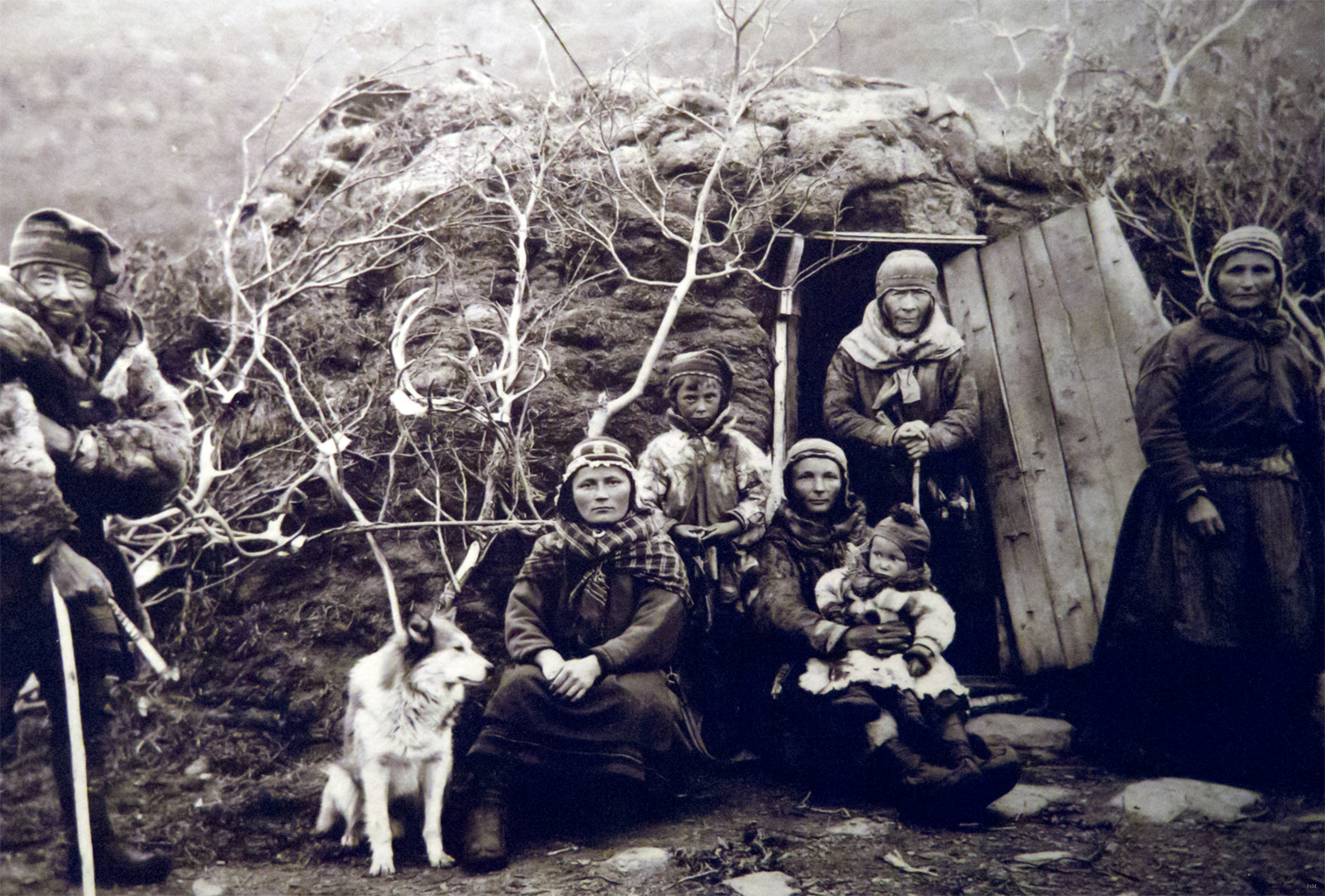
Саамская семья в Норвегии

Носители северносаамского языка называют себя Sámit или Sápmelaš («из рода саамов»). Другие саамские языки используют родственные слова. На 2014 год учёные сошлись во мнении, что слово Sámi было заимствовано из протобалтийского языка — от *žēmē, что означает «земля» (родственное славянскому zemlja, русскому «земля»).
Распространено устаревшее название саамов — «лапландцы», которое на самом деле несколько шире по смыслу, поскольку может означать жителей области Лапландия в целом. Одним из первых письменных источников, в котором встречается название lapp, является «Описание северных народов» Олафа Магнуса (1555). Этимологию названия lapp исследователи традиционно сводят к финскому (есть и в других родственных ему языках) слову lappalainen, которым финны называли не только саамов, но и всех диких лесных жителей, дикарей. Именно это название в несколько изменённом виде («лопь») с XIII века встречается в русских летописях для именования саамов.
В XIX веке (1832 год) зафиксировано самоназвание шведских саамов в форме Ruothi и Ruotteladz. Этноним, видимо, был заимствован у славян ещё в праславянскую эпоху (около VI в. н. э.). Согласно исследованиям Херманна Палссона, легендарный конунг Гардарики (название Руси в скандинавских источниках) Одд Стрела, имел частично саамское происхождение. Его прадеда по отцовской линии звали Халльбьёрн Полутролль (Hallbjorn Halftroll). Прозвище «Полутролль» свидетельствовало в Средневековье о саамских корнях её носителя.

## Расселение и численность

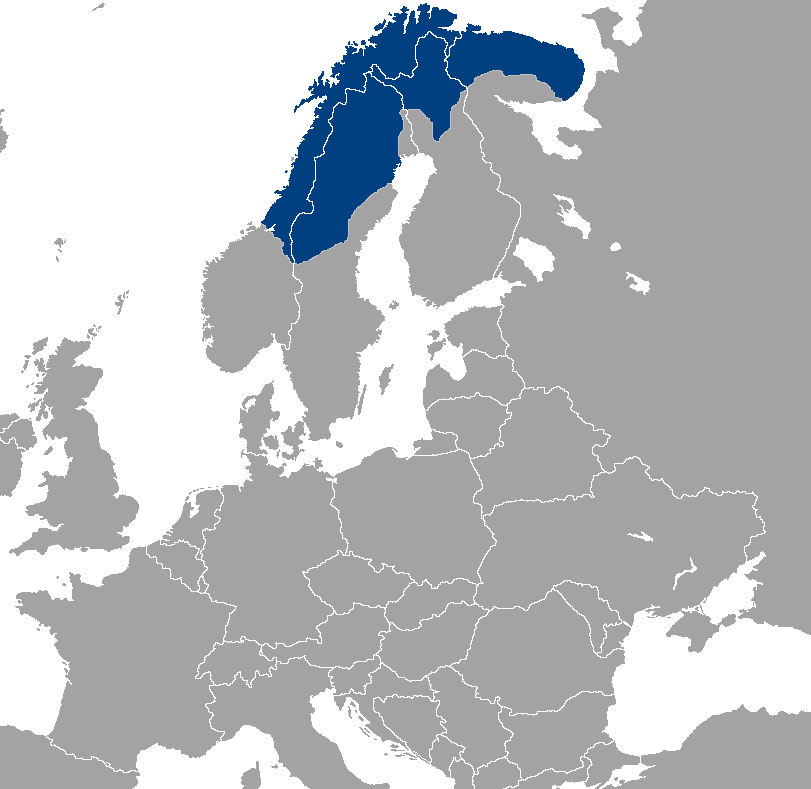
Современная территория проживания саамов

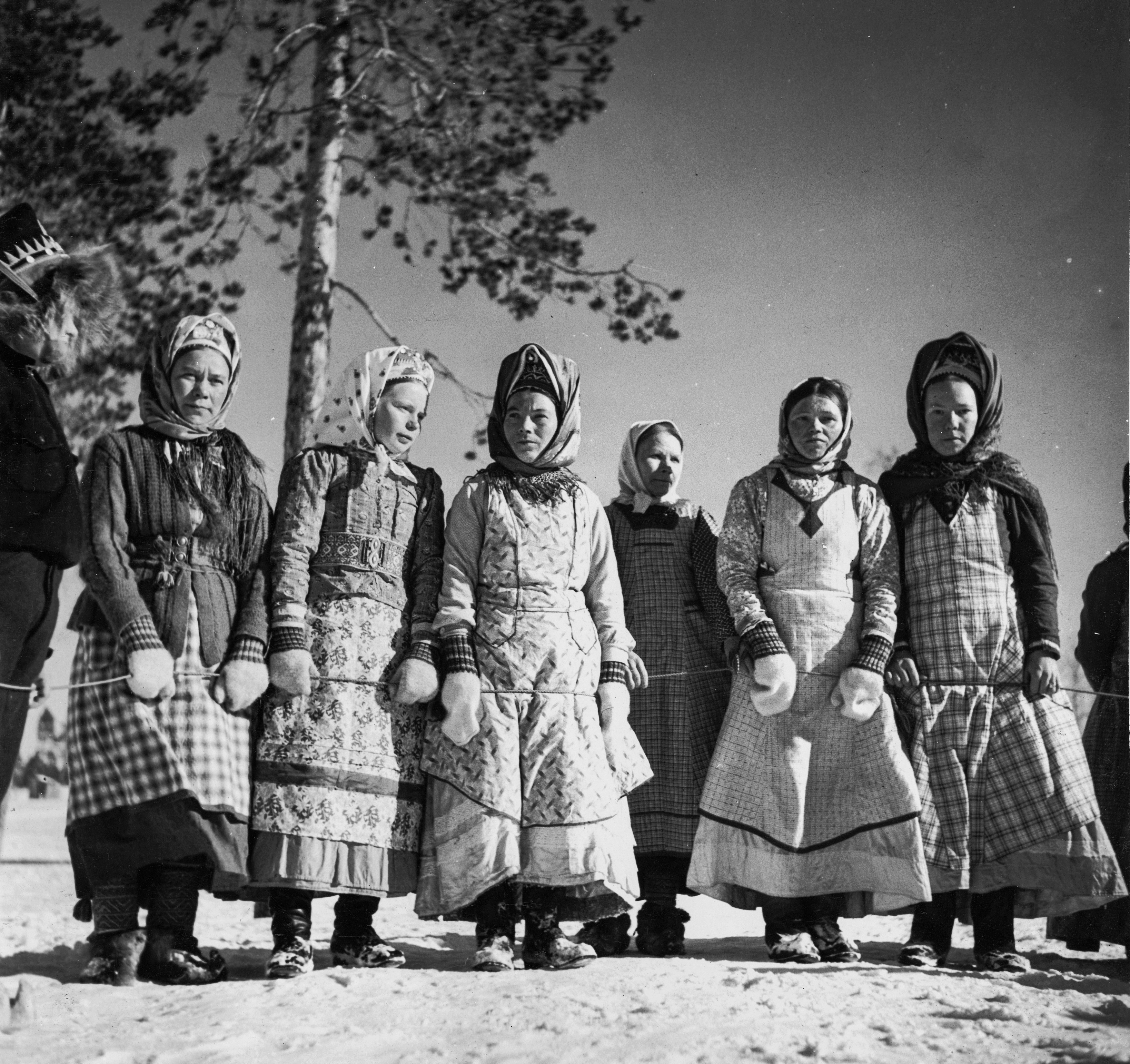
Коллта-саамские женщины в Финляндии

Особенностью саамов как народа является то, что территория традиционного проживания саамского населения в настоящее время входит в состав нескольких суверенных государств, имеющих различные социально-экономические и правовые системы, а также существенным образом отличающихся действующим законодательством в отношении коренных народов, национальных меньшинств, их языка и культуры. Территория расселения саамов протянулась с востока на запад более чем на полторы тысячи километров — от восточной оконечности Кольского полуострова через север Финляндии и Норвегии до центральной части Скандинавского полуострова. Саамы живут в Норвегии, Швеции, России, Финляндии, а также в Северной Америке (потомки переселенцев на Аляску) и, в небольшом количестве, на Украине.
Общая численность саамов — от 60 до 80 тысяч человек (по оценке Саамского парламента Финляндии — около 75 тысяч человек), из которых в Норвегии проживает от 40 до 60 тысяч, в Швеции — от 17 до 20 тысяч, в Финляндии — от 6 до 8 тысяч, в России — две тысячи человек.
Численность саамов в Российской империи, СССР и России остаётся примерно на одном уровне уже на протяжении более ста последних лет: в 1897 году — 1812 человек, в 1959 году — 1792 человека; по данным на 2002 года, в России проживал 1991 саам. Подавляющее большинство саамов в России проживает в Мурманской области (по данным 2002 года — 1769 человек или 89 %). По данным Всероссийской переписи населения 2010 года, численность саамов в России составляла 1771 человек (городское население — 787 человек, сельское — 984).
Центром культурной жизни саамов в России является село Ловозеро. Здесь проводятся различные саамские праздники и фестивали, в том числе международные; действует Саамский национальный культурный центр.
Численность саамов в некоторых населённых пунктах Мурманской области (2002):
- сельское поселение Ловозеро — 860;
  - в том числе село Ловозеро — 724;
  - село Краснощелье — 113;
- посёлок городского типа Ревда — 144;
- город Мурманск — 137.

## Саамские языки

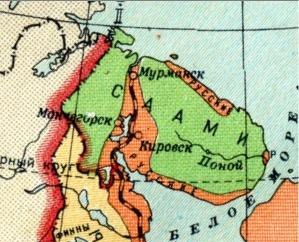
Расселение саамов на Кольском полуострове (учебная карта, 1941-й год)

Саамские языки образуют особую подгруппу финно-угорских языков уральской языковой семьи; они ближе всего прибалтийско-финским языкам. Треть субстратной лексики, обнаруживаемой в современных саамских языках, не находит соответствия в финно-угорских (или каких-либо других) языках; происхождение этой лексики неизвестно, но предполагается, что она происходит из языков древнейшего населения севера Европы, ассимилированного саамами.
Саамский язык-основа распался уже много столетий назад. В настоящее время насчитывается десять разных саамских языков-диалектов, объединяемых в две группы: западную (Норвегия, Швеция, часть Финляндии) и восточную (Россия, часть Финляндии); различия между ними настолько велики, что взаимопонимание сильно затруднено, и финские языковеды считают их отдельными языками. Всего выделяется девять живых саамских языков, у шести из них имеются собственные литературные формы.
В России были распространены четыре саамских языка: йоканьгский (терско-саамский), кильдинский, нотозерский диалект колтта-саамского языка и бабинский (аккала). В России они сегодня официального статуса не имеют.

### Распространение саамских языков
- Западносаамская группа
  - южносаамский язык — Норвегия и Швеция
  - уме-саамский язык (ууме) — Норвегия и Швеция
  - луле-саамский язык (лууле) — Норвегия и Швеция
  - пите-саамский язык (пите) — Норвегия и Швеция
  - северносаамский язык — Норвегия, Швеция и Финляндия
- Восточносаамская группа
  - бабинский саамский язык (аккала) † — Россия
  - кеми-саамский язык † — саамы центральной финской Лапландии
  - инари-саамский язык — Финляндия
  - йоканьгско-саамский язык (терско-саамский) — Россия
  - кильдинский саамский язык — Россия
  - колтта-саамский язык — Финляндия, Россия, Норвегия (сколт, включая нотозерский диалект в России).

### Письменность

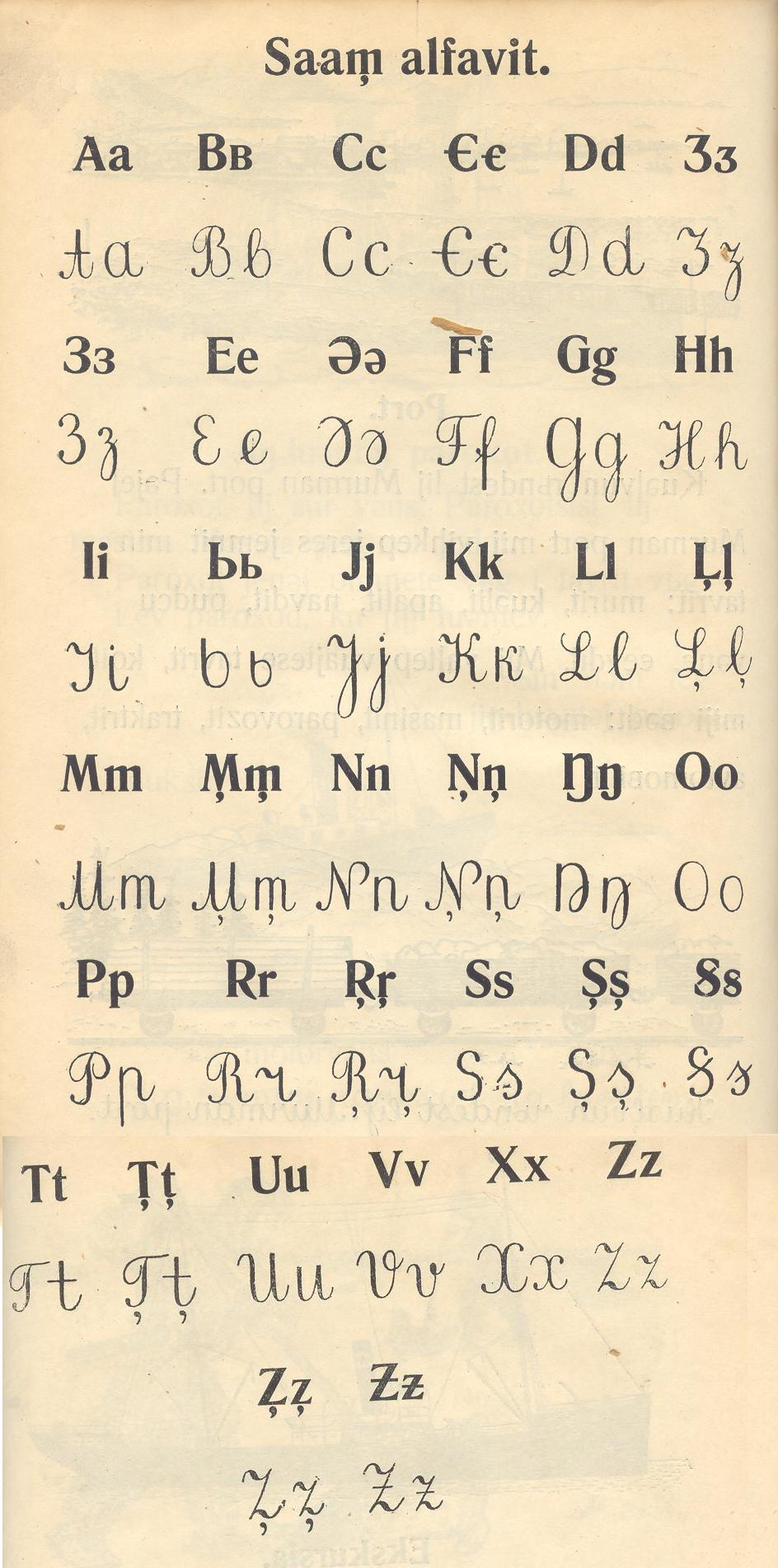
Страница из саамского букваря, опубликованного в СССР в 1933 году

Первые советские опыты по созданию саамской письменности относятся к 1926—1927 годам. Разработка велась на северном факультете Ленинградского восточного института. В 1929 году был разработан проект письменности для йоканьгско-саамского языка, включавший буквы A a, B b, D d, E e, F f, G g, H h, X x, I i, J j, K k, L l, M m, N n, Ŋ ŋ, O o, P p, R r, S s, Š š, T t, C c, Č č, U u, V v, Z z, Ʒ ʒ, Ə ə и подбуквенную запятую для обозначения палатализации.
В 1931 был разработан и утверждён унифицированный с алфавитами других народов Севера алфавит на латинской основе. В 1933 и 1934 годах он реформировался.
Алфавит 1934 года:
- Aa, Bʙ, Cc, Çç, Ꞓꞓ, Dd, D̦d̦, Ʒʒ, Зз, Ee, Əə, Ff, Gg, Ģģ, Hh, Ii, Ьь, Jj, Kk, K̦k̦, Ll, L̦l̦, Mm, M̦m̦, Nn, N̦n̦, Ŋŋ, Oo, Pp, Rr, R̦r̦, Ss, Șș, Ꞩꞩ, Tt, Țț, Uu, Vv, V̦v̦, Zz, Z̦z̦, Ƶƶ.

Алфавит на основе кириллицы для записи саамских языков России был принят в 1937 году. Он содержал все буквы русского алфавита, кроме Щ щ, а также диграф Нг нг. На нём был издан букварь, после чего издание книг на саамских языках в СССР надолго прекратилось.
Саамские языки за пределами России записываются в настоящее время при помощи латиницы.

## Исторические сведения

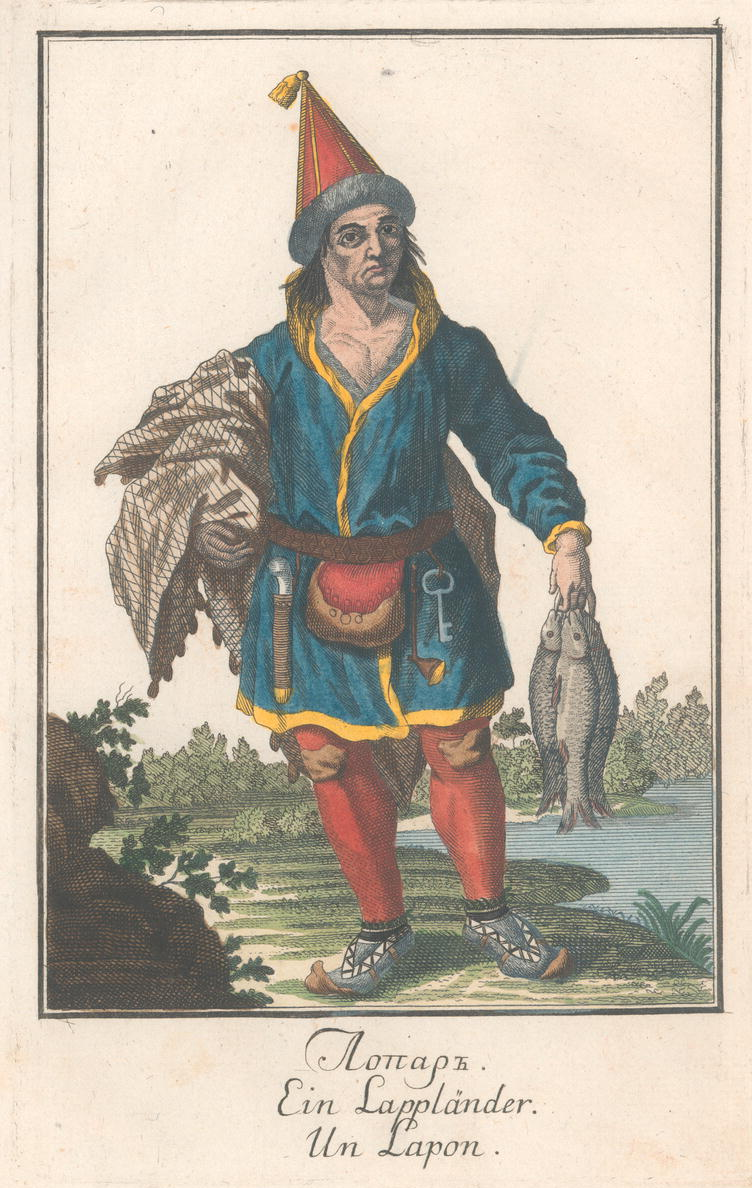
Лопарь. Рис. из «Описания всех народов Российского государства» Иоганна Готлиба Георги (1776—1780)

Саамская народность стала складываться как итог смешения местных северных популяций дофинских культур конца бронзового века (сетчатой керамики) с представителями пришлой акозинско-ахмыловской культурой Среднего Поволжья. Процессы саамского этногенеза, на основании сопоставления археологических и лингвистических источников, пришлись на эпоху железа (с середины I тыс. до н. э. по середину I тыс. н. э.) — время распространения позднекаргопольской культуры, культур лууконсаари и кьельмо.

Лопь на карте Ладожской земли конца X — начала XIII века (по Насонову)

Древнее саамское население жило на существенно более обширной территории по сравнению с нынешней территорией их обитания: южная граница страны саамов находилась в районе Ладожского озера. Саамы были известны ещё древнегреческим (под названием finoi упоминание об этом народе встречается в 325 году до нашей эры у историка Пифея) и древнеримским авторам (под названием fenni).
Традиционные промыслы саамов — домашнее оленеводство, охота и рыболовство, однако постепенно, по мере проникновения в Лапландию переселенцев, а также по мере промышленного освоения этой территории, всё меньшее число саамов занимались традиционными промыслами.
Традиционная жизнь российских саамов стала разрушаться ещё до Октябрьской революции, однако наиболее сильный удар по ней был нанесён в 1920-е и 1930-е годы, когда началось активное промышленное освоение Кольского полуострова и стала проводиться насильственная коллективизация. В результате саамы практически перестали заниматься своими традиционными промыслами, при этом лишь немногие из них смогли освоить новые формы хозяйствования. В результате традиционная культура, экономика и жизненный уклад саамов оказались практически уничтоженными. По словам Совкиной, председателя Саамского парламента Кольского полуострова, по состоянию на 2011 год на всех саамов Мурманской области приходилось не более 60 тыс. оленей, а в целом число российских саамов, которые вели традиционный образ жизни, составляло около 13 %.
В Швеции саамы в 1919—1937 годах подвергались принудительному переселению, а в 1913—1971 годах шведское правительство проводило сегрегационную политику в отношении саамских детей, обучение которых проходило в отдельных школах.
С 1950-х годов в Норвегии, Финляндии и Швеции начался рост национального самосознания саамов. Начали проходить международные конференции, во всех трёх странах были созданы Саамские парламенты, были приняты законодательные акты относительно статуса саамских языков.
Некоторые положительные моменты, связанные с существованием саамов как самобытного народа со своей особой культурой, наблюдаются и в России: статус саамов как коренного народа закреплён в Уставе Мурманской области, в селе Ловозеро (центре культурной жизни российских саамов) действует Саамский национальный культурный центр, проводятся различные саамские праздники и фестивали, осуществляет вещание Кольского саамского радио, работает Музей истории, культуры и быта кольских саамов.

### Современное положение саамов

#### Правовое положение саамов

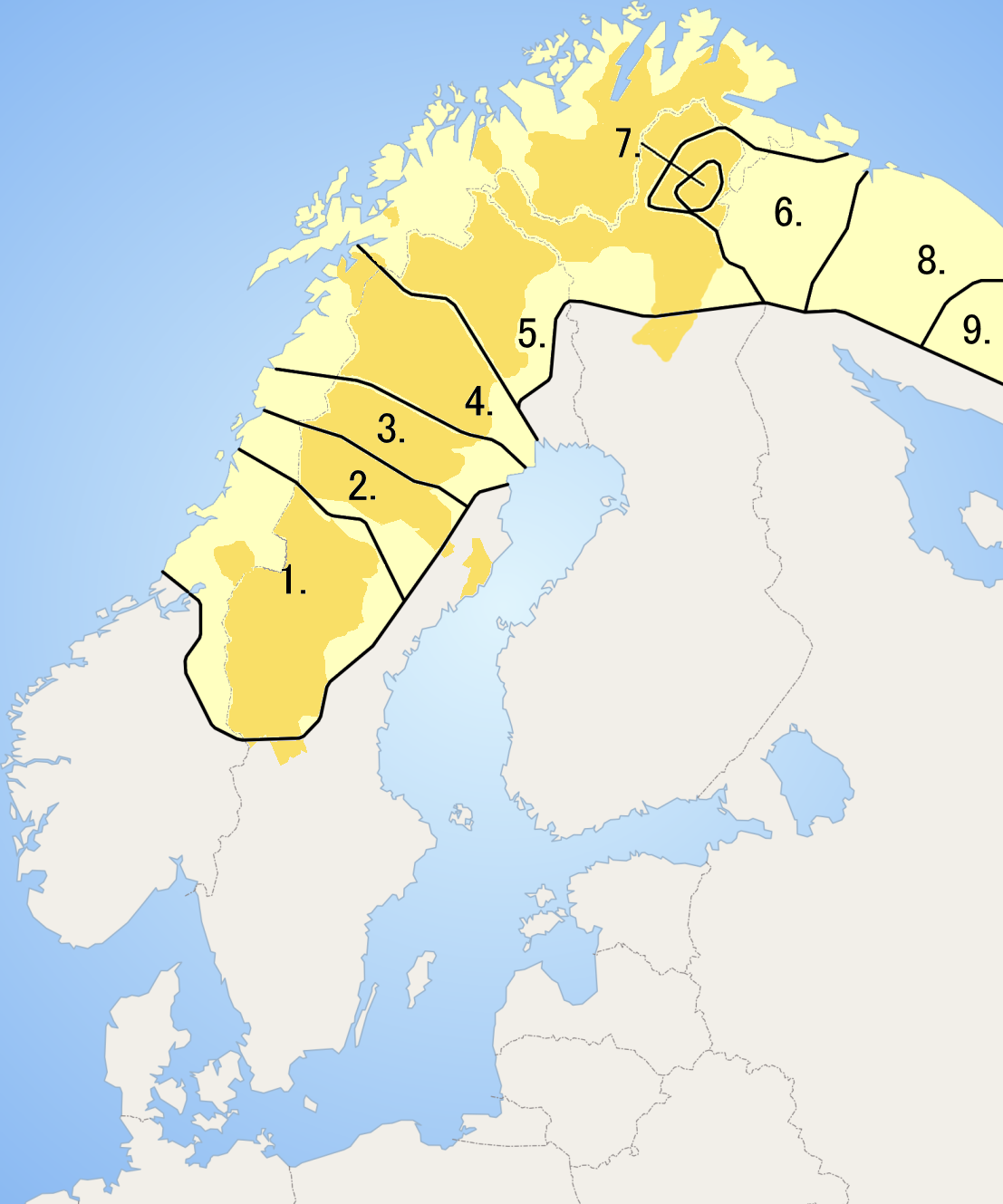
Карта исторически засвидетельствованных территорий распространения ареалов различных современных саамских языков (границы показаны условно, в некоторых регионах одновременно распространены несколько саамских языков): южносаамский (1), уме-саамский (2), пите-саамский (3), луле-саамский (4), северносаамский (5), колтта-саамский (скольт) (6), инари-саамский (7), кильдинский саамский (кольско-саамский) (8), йоканьгско-саамский (терско-саамский) (9).
Более тёмной заливкой показаны муниципалитеты (коммуны, общины), в которых один или несколько саамских языков имеют официальный статус

Саамы относятся к коренным народам, то есть к таким народам, которые обитали на своих землях до образования существующих государственных границ и до прихода туда переселенцев из других мест. Они могут в полной мере считаться коренным народом: саамское население само считает себя таковым, а также имеет социальные, экономические, культурные и другие институты, делающие этот народ отличающимся от другого населения, обитающего на этой же или на соседних территориях. В связи с этим саамское население Норвегии, России, Финляндии и Швеции подпадает под действие международных правовых документов, касающихся коренных народов, в том числе под действие Декларации Организации Объединённых Наций о правах коренных народов, принятой резолюцией 61/295 Генеральной Ассамблеи ООН от 13 сентября 2007 года.
В настоящее время права саамов в той или иной степени законодательно закреплены в Норвегии, России, Финляндии и Швеции. В частности, в Финляндии саамское население согласно § 17 действующей Конституции страны имеет право на сохранение и развитие своего языка и своей культуры. В этом же параграфе Конституции закреплено право саамов пользоваться своим языком в органах власти. Кроме того, согласно § 121 Конституции на территории Саамского региона саамы имеют автономию в вопросах языка и культуры. В России статус саамов как коренного народа закреплён в Уставе Мурманской области.

## Генетика
Современные популяции саамов имеют чёткие гаплотипические отличия от всех ДНК доисторических охотников-собирателей Европы, а митохондриальная гаплогруппа U5b1b1, к которой принадлежат саамы, распространилась с юга после последнего ледникового периода, что и создало заблуждение о родстве саамов и басков. У саамов преобладают митохондриальные гаплогруппы U5b1b1c (47,6 %) и V (41,6 %). Среди Y-хромосомных гаплогрупп у саамов на первом месте идёт гаплогруппа N1a1 — 39,1 % (субклады N1a1a1a1a1a-CTS2929/VL29 и N1a1a1a1a2-Z1936/CTS10082). Далее идут Y-хромосомные гаплогруппы R1a (21,7 %), I (17,4 %), R1b (8,7 %), E (8,7 %), J (4,3 %).
Наличие митохондриальных линий U5b1 и V у саамов в Фенноскандии говорит о их частичном происхождении от общих предков с народами Русской Арктики (наибольшая генетическая близость — с якутами и другими народами Восточной Сибири) около 7,5 тыс. лет назад.
Генеалогическое древо саамов имеет «эффект бутылочного горлышка», что говорит о сильно сокращавшемся в прошлом количестве прародителей саамов и их репродуктивной изоляции из-за сложных условий жизни в субарктической тундре. У саамов определили 1,363 % неандертальской примеси, и 0,028 % денисовской примеси.

## Культура и особенности хозяйствования

### Хозяйство

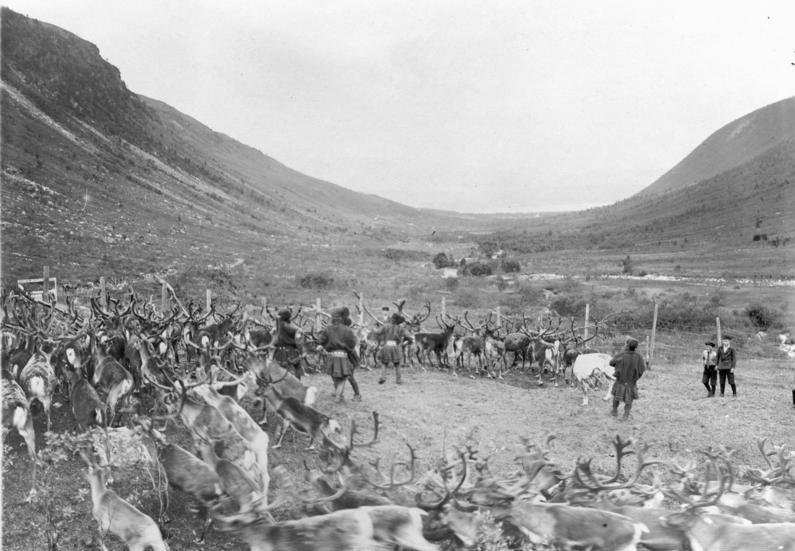
Выпас северных оленей

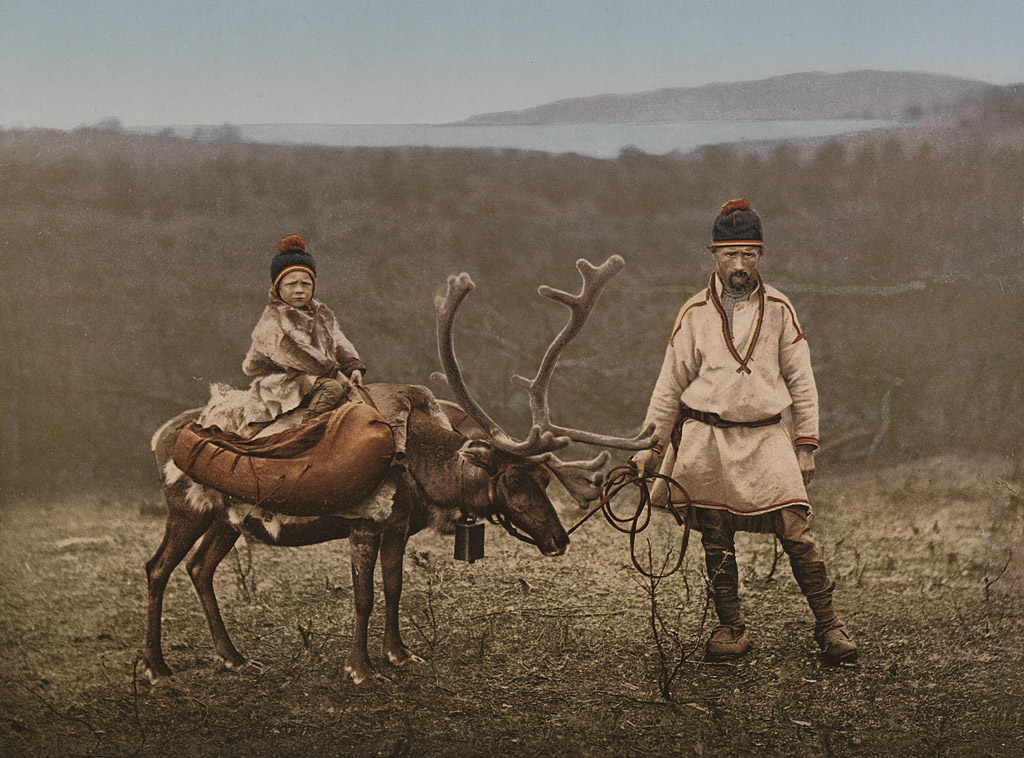
Саамский мужчина с оленем в Норвегии

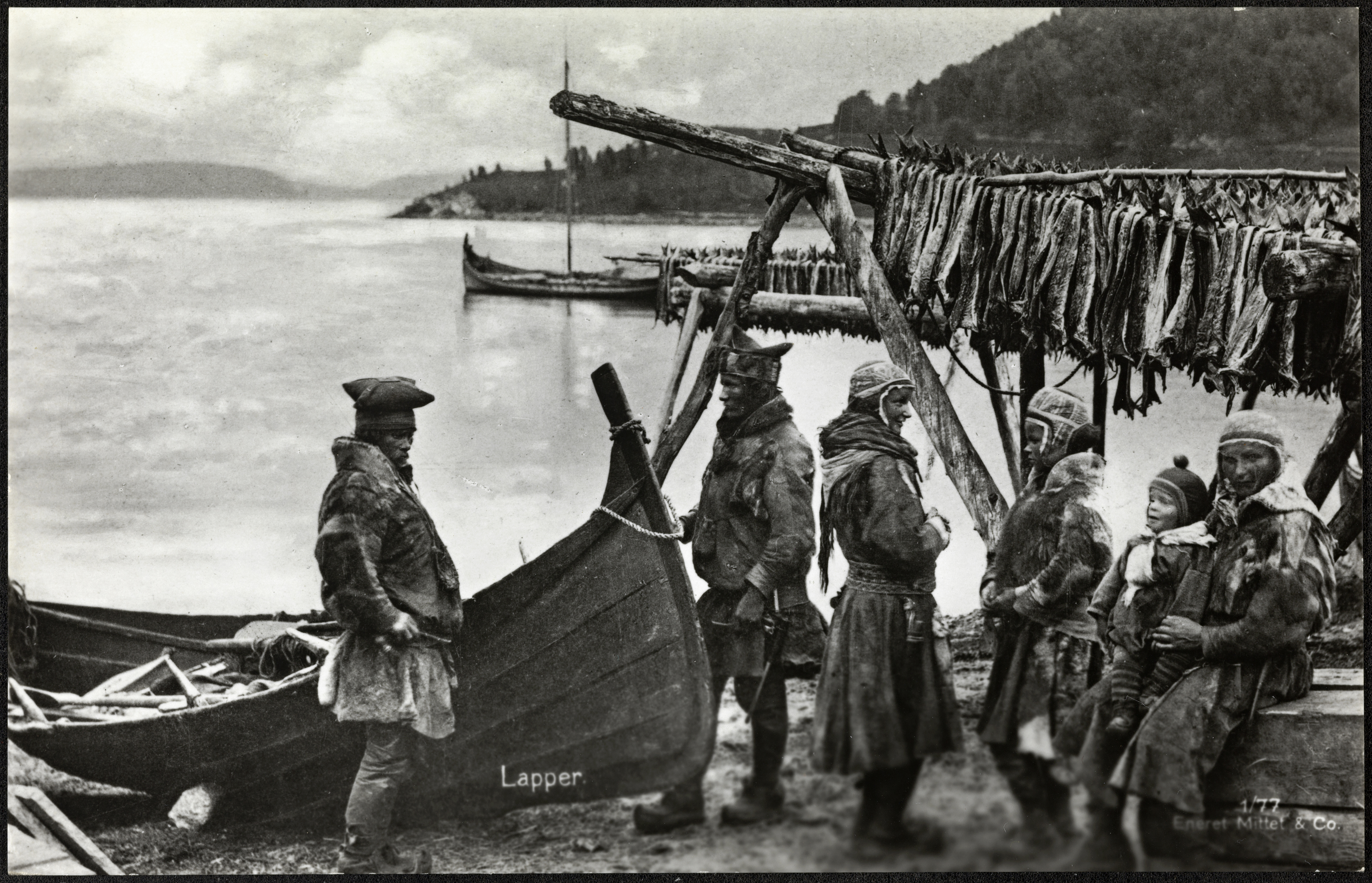
Саамские рыбаки в Норвегии

Основными занятиями саамов, в зависимости от территории обитания той или иной группы и природных условий, являлись оленеводство, рыболовство, морская и сухопутная охота. В XIX — начале XX вв. они вели полукочевой образ жизни, совершая небольшие по протяжённости сезонные перекочёвки.
Особенностью саамского оленеводства являлся вольный выпас животных летом. Размер стада составлял несколько десятков голов. Круглый год олени находились на подножном корме. По состоянию на 2007 г., около 10 % всех саамов продолжают заниматься оленеводством. Этот промысел обеспечивает их мясом, мехом. Животных также используют и в качестве транспорта. Так, в Норвегии около 3000 саамов постоянно занимаются оленеводством.
У западных кольских саамов (нотозерских, бабинских, екоостровских) самой значимой деятельностью было озёрно-речное рыболовство, у северо-западных (пазрецких, печенгских, мотовских) — морское рыболовство. В конце XVIII — начале XX вв. около 70 % взрослого саамского населения занималось промыслом трески. У восточных саамов значительную роль играло оленеводство, дополняемое промыслом сёмги. В XIX в. каменские саамы охотились на дикого оленя. Все саамы охотились на крупных (лось, волк) и мелких животных, птиц.
С начала 1990-х гг. многие промысловые участки сдаются саамами в аренду приезжим.
В конце XIX — начале XX вв. саамы заимствовали отдельные черты от коми-ижемцев и ненцев: тип нарт с копыльями и упряжь.
Для передвижения и перевозки груза на оленях саамы используют особый тип вьючного седла (ташке), до 1930-х гг. бытовала нарта-сани (керёжа) в форме лодки.

### Традиционная одежда

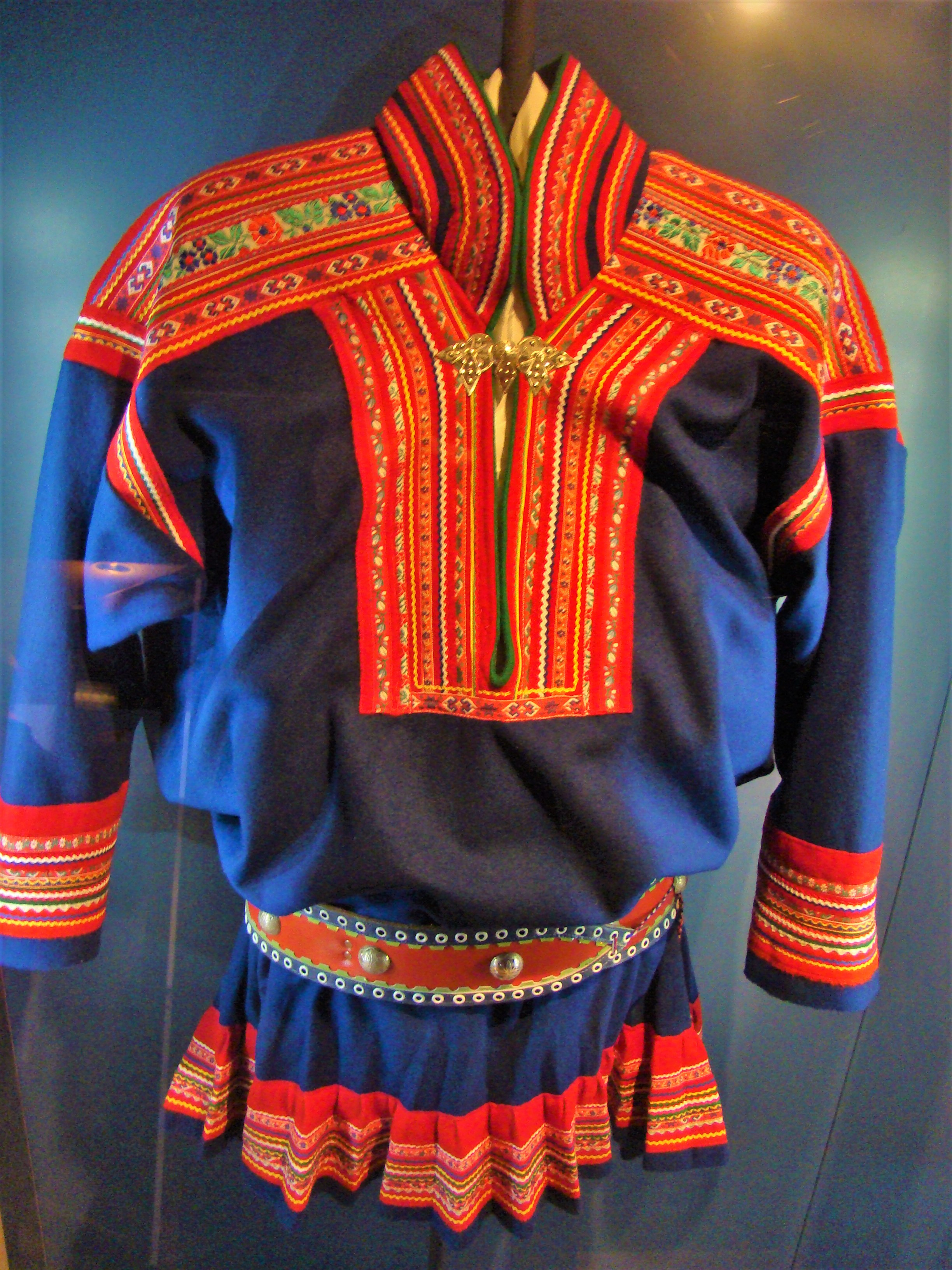
Гакти из Каресуандо (Швеция). Арктический музей в Рованиеми, Финляндия

Традиционная одежда саамов приспособлена, в первую очередь, для длительного пребывания на открытом воздухе, что связано с традиционным полукочевым образом жизни. Наиболее известные виды традиционной одежды: гакти — традиционная верхняя наплечная одежда у саамов, живущих в Норвегии и Финляндии; юпа — традиционная верхняя суконная одежда у саамов, живущих на Кольском полуострове; печок — верхняя зимняя глухая одежда со стоячим воротником, сшитая из двух оленьих шкур мехом наружу; торк — зимняя одежда, сшитая мехом внутрь.

### Традиционные поселения и жилища

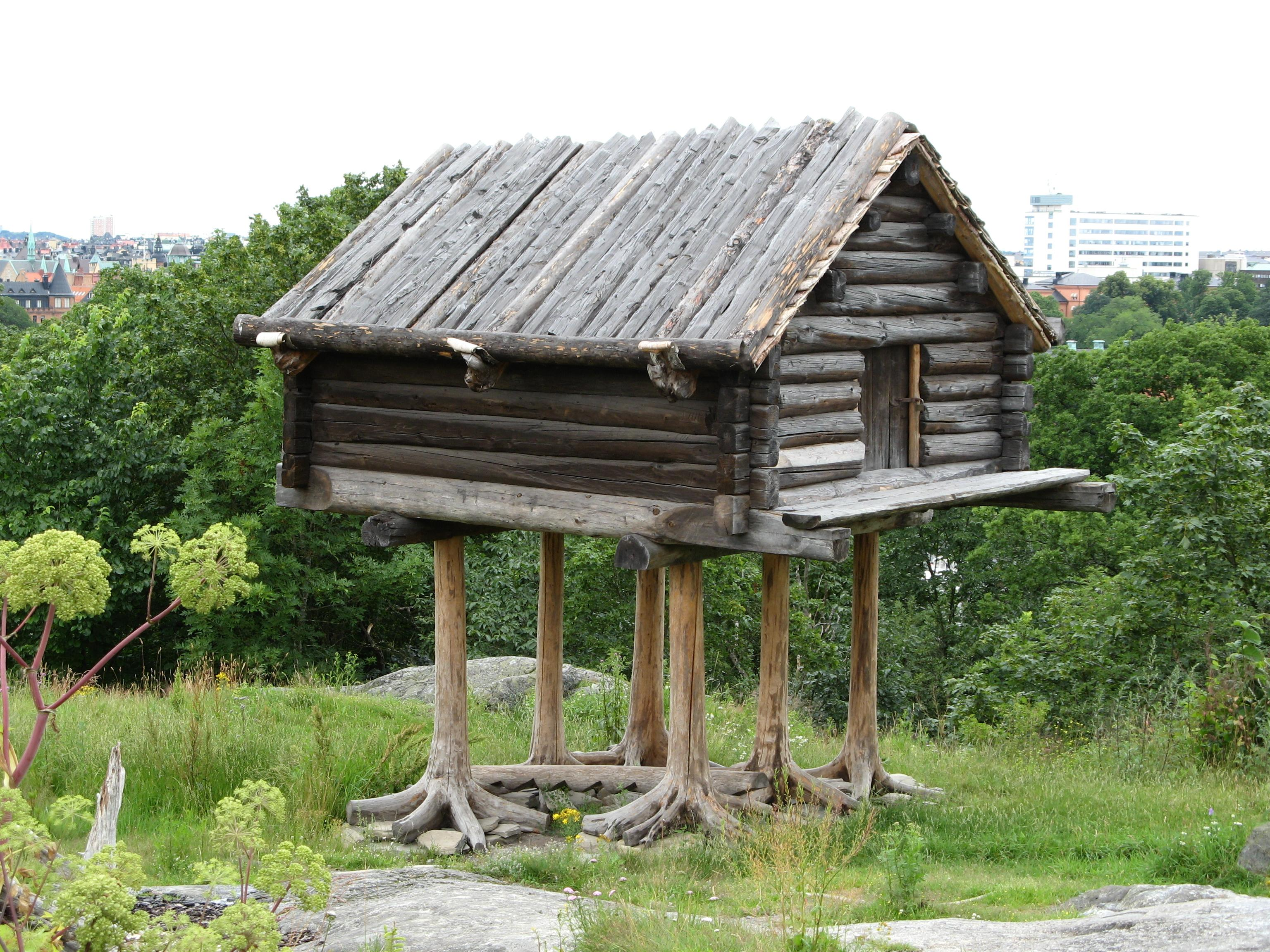
Саамский амбар. Модель на территории парка Скансен (Стокгольм)

Поселениями саамов до начала XX в. являлись погосты. С декабря по март-апрель саамы жили в зимних погостах, где находились богатые ягелем угодья, а в другой период года расходились по промысловым участкам группами родственных семей (западные группы) или перекочёвывали к летним погостам всей общиной (восточные группы).
Зимние погосты располагались во внутренних районах Кольского полуострова, на границе тундры и леса, на берегу водоёма. Через 20—30 лет, после истощения пастбищ и охотничьих угодий, место погоста переносилось.
Традиционное зимнее саамское жилище — вежа — представляло собой бревенчатую постройку в форме четырёх- или шестигранной усечённой пирамиды высотой 2,5 м и площадью 3×3 м с дымовым отверстием вверху. Остов вежи покрывали оленьими шкурами или плотной тканью, а сверху клали кору, хворост, дёрн. В центре жилища устраивали каменный очаг, пол покрывали оленьими шкурами. Вход был обращён к югу.
С XIX в. вежу начал вытеснять тупа (пырт) — срубная постройка площадью 12—13 м², высотой 2 м, с одним-двумя небольшими окнами и плоской, покрытой землёй и дёрном, крышей. В углу у входной двери устраивался очаг — камелёк из обмазанных глиной камней. В жилищах начала появляться простейшая мебель.
Во время перекочёвок использовалась переносное жилище — кувакса. Оно имело конусообразный каркас из нескольких шестов, соединённых вершинами, на который натягивали чехол из оленьих шкур, из бересты или из парусины. В центре куваксы раскладывался костёр.
В жилище обычно обитали одна или две семьи. Напротив входа находилось наиболее почётное, так называемое чистое место.
К началу XX в. многие саамы вместо традиционных жилищ стали использовать русскую избу и ненецкий чум.

### Пища
Зимой основной пищей саамов было оленье мясо. Для предохранения от цинги они употребляли мороженое мясо и свежую оленью кровь. Чаще мясо жарили, вялили, варили, добавляя в похлёбку муку, ягоды. Первое жидкое блюдо варили из куропаток. Долгое время ритуальной пищей считалось медвежье мясо.
Летом основу пищевого рациона саамов составляла рыба — прежде всего, озёрная (щука, сиг, налим, окунь и др.). Её варили, жарили, вялили. От русских саамы переняли привычку запекать рыбу в тесте.
Меньшее значение имела у них растительная пища. Саамы заготавливали внутренний слой сосновой коры, который после сушки и толчения добавляли в похлёбку. Из муки (покупной) пекли лепёшки.
Из напитков наибольшее распространение получил чай. Доение важенок (самок оленя) у кольских саамов не практиковалось.

### Социальная организация

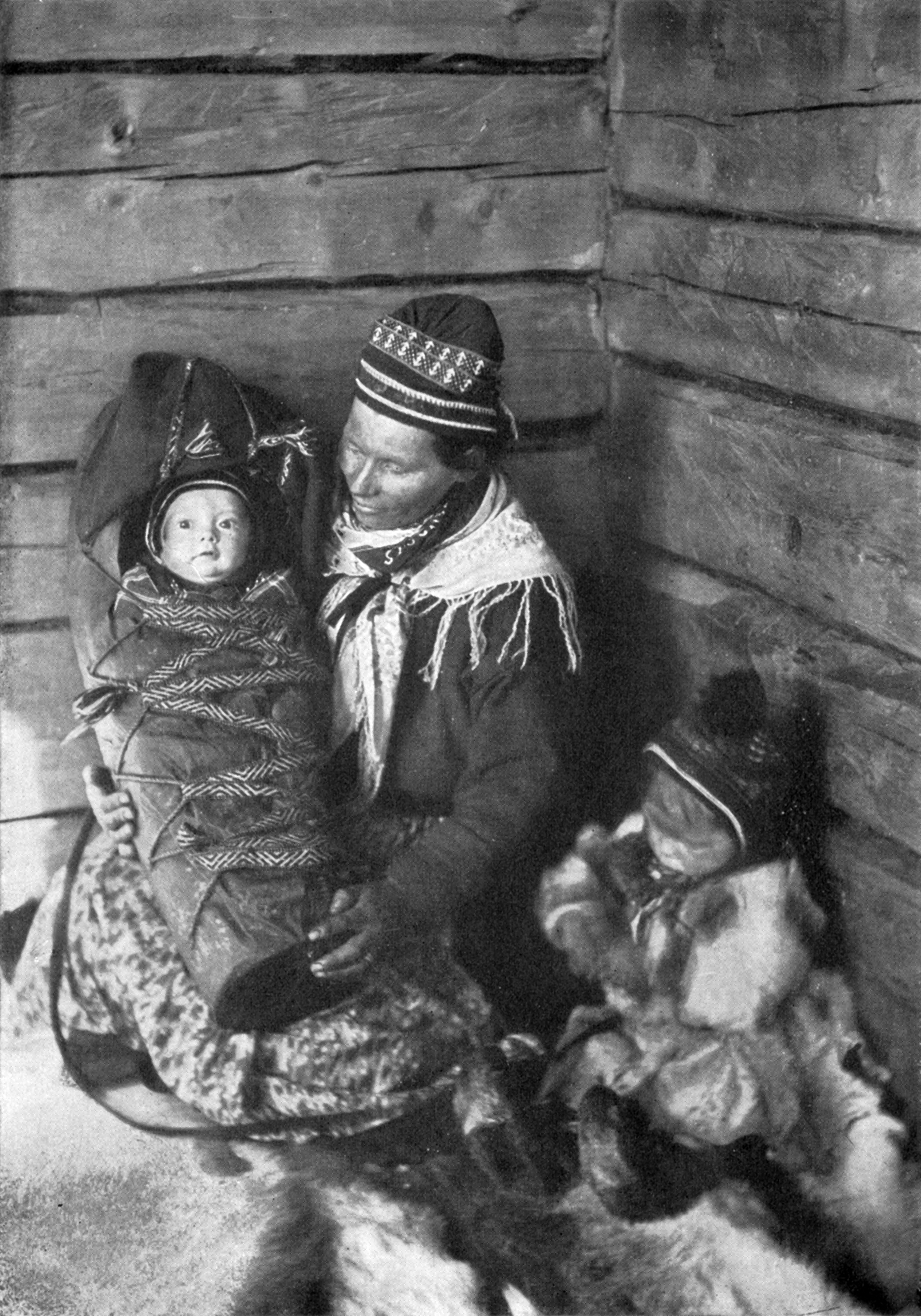
Материнство в Лапландии

Главной хозяйственной и социально-экономической единицей саамов была территориальная община — сийт (сыйт; сыййт (кильд.-саам.), siida (сев.-саам.) syjjt (колтта-саам.)). Она состояла из отдельных семей. Её объединяли общность территории, где находились промысловые угодья, единая хозяйственная деятельность, взаимопомощь и религиозные культы. Сыйт насчитывал от 70 до 300 человек. Хозяйственные и некоторые административные вопросы решались на собраниях глав семей. Родовая организация у саамов не зафиксирована.
Община контролировала семейно-брачные отношения. В XIX в. преобладала малая семья. До конца XIX в. предпочитались однонациональные браки. До 60 % браков заключалось в своих погостах, остальные — преимущественно с жителями соседних погостов. Были распространены браки с сыном или дочерью кузена, а также такие союзы, при которых братья или сестры из одной семьи становились мужьями или жёнами для сестёр или братьев из другой семьи. На рубеже XIX—XX вв. обычный брачный возраст девушек был 17—20 лет, а юношей — 21—25 лет. Мнение девушки не учитывалось.
Большие встречи саамов происходили обычно только несколько раз в год, по особенным праздникам. Выборы невест происходили именно на таких встречах.
Существовало половозрастное разделение труда. Мужчины занимались промысловой деятельностью, перевозками, женщины вели домашнее хозяйство, воспитывали детей, а иногда вместе с подростками помогали ловить рыбу и охотиться на куропаток.

### Религия саамов
Традиционные верования саамов, как у многих других народов северной Евразии, представляли собой прежде всего промысловый культ — почитание различных духов, являющихся хозяевами различных традиционных промыслов или явлений природы. Одно из отличий верований саамов от верований большинства сибирских народов — существование культа предков.
Религия современных саамов — большей частью лютеранство (в том числе лестадианство); среди части саамского населения распространено православие.

### Саамская литература
Фольклор саамов представлен мифами, сказками, преданиями, импровизированными песнями; включает сказки (майнс): для детей, о Тале (глупом людоеде), о равках (вурдалаках), о чаклях (карликах). Распространены сказки-легенды о явлениях и объектах природы, мифы (ловта) — например, об олене-человеке Мяндаше. Исторические предания (сакки) повествуют о войнах, о примечательных горах, водных объектах. Известны также бывальщины (бойса) и импровизации (муштоллы).
Известные российские саамские поэты и писатели — саам-скольт Аскольд Бажанов, терская саамка Октябрина Воронова и кильдинская саамка Александра Антонова.

### Фильмы о саамах
- «Проводник» (Ofelaš, другие переводы — «Следопыт», «Первопроходец») — норвежский фильм 1987 года. В 1988 году фильм был номинирован на Оскар. В фильме главные роли исполняют норвежские актёры, говорящие на саамском языке.
- «Восстание в Каутокейно» (Kautokeino-opprøret) — норвежский фильм 2008 года, основанный на реальных событиях. Рассказывает о борьбе оленеводов-саамов (1850-е годы) с алкогольным бизнесом, спаивающим людей и забирающим у них имущество за долги. В одной из главных женских ролей — финская саамская актриса Анни-Кристина Юусо.
- «Кукушка» — российский фильм 2002 года. Главная героиня фильма — саамка; её сыграла финская саамская актриса Анни-Кристина Юусо.
- «Саамская кровь» (Sameblod), фильм 2016 года, производство Дании, Швеции, Норвегии. Драма о насильственной «шведизации» саамов, «отсталого» народа, в 1930-е годы в Швеции. Мы видим происходящее глазами 14-летней саамской девочки. Режиссёр — Аманда Кернелл, саамка по происхождению.
- «Полуночное солнце[фр.]» — телевизионный детективный сериал (Франция—Швеция, 2016), который показывает образ жизни, язык, песни и легенды саамского народа в шведском городе Кируна и его окрестностях. В этом сериале также затрагивается тема расизма по отношению к таким малочисленным народам, как саамы.
- «Клаус» — испанский мультфильм 2019 года, в котором саамы помогали Санта-Клаусу мастерить игрушки для детей

### Саамы в художественной литературе
- В сказке Ханса Кристиана Андерсена «Снежная королева» (1844) Герда путешествует в Лапландию на северном олене, где останавливается у лапландки.
- В детской сказке финского писателя-классика Закариаса Топелиуса «Сампо-лопарёнок» (1850) отражены некоторые народные верования саамов. В 1985 году в СССР вышел мультфильм «Сампо из Лапландии», снятый по этой сказке.
- В сказке шведской писательницы Сельмы Лагерлеф «Удивительное путешествие Нильса Хольгерссона с дикими гусями по Швеции» (1906) Лапландия упоминается как далёкая «гусиная страна».
- В книге Сергея Николаевича Дурылина «За полуночным солнцем. По Лапландии пешком и на лодке» (1913), составленной из путевых заметок автора, ведённых во время командировки на север, описывается быт и социальное положение лопарей (саамов).
- В историческом романе советского писателя Валентина Иванова «Повести древних лет» (1956) древние саамы, ошибочно называемые «лапонами-гвеннами» (в реальности «лапоны» и «квенны» — отдельные племена), выведены как робкий и невоинственный народ, порабощённый норвежскими викингами ярла Оттара из Халогаланда, что не соответствует реалиям IX века.
- В книге современного российского писателя Андрея Буторина «Север» (2010) рассказывается о саамском племени, выжившем после ядерной войны. Главному герою, Нанасу, предстоит совершить путь от Ловозера до Видяево, а после — до Полярных Зорь. Книга является частью серии «Вселенная Метро 2033». В 2011 году вышел роман-продолжение — «Осада рая», а в 2013 году вышел последний роман трилогии — «Дочь небесного духа», где главные герои возвращаются в Ловозеро, а затем на место гибели Надиного отца.

### Спорт
Существует саамская футбольная сборная, которая выиграла чемпионат мира по футболу среди непризнанных сборных в 2006 году.

### Национальные символы саамов

Флаг саамов

Основные национальные символы саамов — флаг и гимн. Национальный флаг саамов был утверждён в 1986 году на Конференции северных саамов; четыре цвета флага (красный, синий, зелёный и жёлтый) — цвета гакти, традиционного саамского костюма, круг отражает форму саамского бубна и символизирует солнце и луну.
Национальный гимн саамов — положенное на музыку стихотворение норвежского школьного учителя и политического деятеля Исака Сабы (1875—1921). В 1986 году на Саамской конференции стихотворение было принято в качестве национального саамского гимна, а в 1992 году на очередной Саамской конференции была одобрена музыка гимна, написанная композитором Arne Sørli.

### Международный день саамов
Международный день саамов отмечается 6 февраля. Именно в этот день в 1917 г. в норвежском городе Тронхейм состоялось первое саамское собрание, когда норвежские и шведские саамы объединились несмотря на государственные границы для решения общих проблем.
Решение о праздновании было принято в 1992 г. на 15-й конференции Союза саамов, объединяющего представителей этой национальности на всей территории Скандинавии и Кольского полуострова. Праздник отмечается в Норвегии, Швеции, Финляндии и в Мурманской области Российской Федерации, где компактно проживает саамское население.